# G.P. SBS-Miasino-Mottarone 2003
Il G.P. SBS-Miasino-Mottarone 2003, seconda edizione della corsa, venne disputata l'8 giugno 2003, per un percorso di 14,5 km. Venne vinta dall'italiano Gilberto Simoni, che terminò in 38'01".

## Classifica (Top 10)
| Pos. | Corridore           | Squadra       | Tempo   |
| ---- | ------------------- | ------------- | ------- |
| 1    | Gilberto Simoni     | Saeco         | 38'01"  |
| 2    | Franco Pellizotti   | Alessio       | a 10"   |
| 3    | Massimo Codol       | Mercatone Uno | a 18"   |
| 4    | Timothy Jones       | Amore & Vita  | a 22"   |
| 5    | Paolo Lanfranchi    | Mercatone Uno | a 45"   |
| 6    | Andrea Noè          | Alessio       | a 57"   |
| 7    | Przemysław Niemiec  | Amore & Vita  | a 1'38" |
| 8    | Marius Sabaliauskas | Saeco         | a 2'58" |
| 9    | Oscar Pozzi         | Tenax         | a 3'07" |
| 10   | Valerij Kobzarenko  | Maestro       | a 3'18" |